# Cataulacus taprobanae
Cataulacus taprobanae é uma espécie de formiga do gênero Cataulacus, pertencente à subfamília Myrmicinae. É uma espécie que pode ser encontrada no Sri Lanka, Índia e China.